# Balerno

Balerno est une banlieue d'Édimbourg située à 12 kilomètres au sud-ouest du centre-ville et près de Juniper Green et Currie en Écosse. Balerno est administrée par le City of Edinburgh Council.